# Gabriel Vallejo
Gabriel Vallejo (* 1971 in Buenos Aires) ist ein argentinischer Komponist, Pianist und Gitarrist.
Vallejo spielte zunächst Gitarre, bevor er ab dem zwölften Lebensjahr Klavier studierte. Neben klassischer Musik interessierten ihn dabei auch Jazz, Tango und lateinamerikanische Musik. 1995 erhielt er den Titel Profesor Nacional de Piano. Er vervollkommnete seine Ausbildung bei Bernard Maury, Gustavo Beytelmann, Adrián Iaies, Edgardo Beilin und Susana Bonora. Außerdem studierte er Komposition, Kontrapunkt und Harmonielehre bei Roque de Pedro und Rodolfo Daluicio. Nach seiner Übersiedelung nach Paris 1998 setzte er seine Ausbildung bei Pierre Bertrand (Jazzarrangement) und Philippe Capdenat und Michel Connesson (Orchestration) fort.
Vallejo trat als Mitglied verschiedener Jazz-, Tango- und Latin-Music-Ensembles in Europa und Argentinien auf. Als Klaviersolist gab er Konzerte und nahm an Festivals in Frankreich, Spanien, Deutschland und Argentinien teil. Zwischen 2001 und 2008 arbeitete er auch als Jazzpianist für die Kreuzfahrtlinien Holland America und Costa Cruises.
Weiterhin arbeitet er als Pianist für die  International Dance Academy und die American Dance Academy und begleitete Tänzer wie Monique Arabian, Yvonne Meyer, Jennifer Goubé, Gailene Stock, Sarah Rayna, Gerard Sibbritt, Sherry Sable, Alice Psaroudaki, Gilles Guillaumes und Stephan Prince. Vallejo komponierte Musik für Streichorchester, Jazzbands und verschiedene kammermusikalische Besetzungen. Im Auftrag von Marie-Claude de Ribaut und von Catherine de Neuville komponierte er Tanzstücke für das Klavier. Seine Schauspielmusik zu Between Anger and Nostalgia wurde 2010 am Colonie Espagnole Theatre in Beziers uraufgeführt.

## Diskographie
- Rumba & Tango mit Christine Lamotte und Helio Elizalde, 2002
- Amor Tango mit dem Orquestre Color Tango, 2003
- Aereo Confidencial mit Angeline Ramperez, 2004
- Solo una vez mit dem Denis Alconchel Trio, 2006
- Solo Musica (mit Jean-Baptiste Henry und Romain Lecuyer), 2007
- Un nuevo Comienzo, Gabriel Vallejo Quartet, 2007
- Bits of reality, 2008
- Solo musica mit Jean-Baptiste Henry
- Un nuevo comenzo mit Helena Rüegg, Stephan Breith und Winfried Holzenkamp